# Diana Grange Fiori
Diana Grange Fiori (Torino, 12 luglio 1918 – Avon, 23 dicembre 2001) è stata una scrittrice, traduttrice e francesista italiana.

## Biografia
Torinese, fu inizialmente nota nel mondo letterario come Diana Fiori. La sua più valorosa opera è il volume, uscito per Mondadori Meridiani, che contiene la traduzione di Poesie scelte e scritti in prosa di Paul Verlaine  -impegno che le valse la lode del poeta Luciano Erba.

## Opere

### Curatele e Traduzioni.
- Arthur Rimbaud - Opere, Milano, Mondadori, 1975
- Charles Baudelaire, Il mio cuore messo a nudo; Razzi; Igiene; Titoli e spunti per romanzi e racconti, Milano, Adelphi, 1983
- Henri Michaux, Brecce, Milano, Adelphi, 1984
- Yves Bonnefoy, Pietra scritta, Palermo, La nuova Guanda, 1985
- Paul Verlaine, I poeti maledetti, Parma, Guanda, 1988
- Henri Michaux, Trave angolare, Padova, Liviana, 1988
- Paul Verlaine, Poesie e prose, Milano, Mondadori, 1992

### Narrativa
- Una signora sensibile, Milano, Mondadori, 1954

### Traduzioni
- Alexandre Dumas padre, I tre moschettieri, Novara, De Agostini, 1965
- Yves Bonnefoy, Movimento e immobilità di Douve, Torino, Einaudi, 1969
- Yves Bonnefoy, Roma 1630: l'orizzonte del primo barocco, Milano, Il Parnaso, 1970
- Gérard de Nerval, Chimere e altre poesie, Torino, Einaudi, 1972
- Henri Michaux, Ombre per l'eternità, Milano, All'insegna del pesce d'oro, 1973
- Henri Michaux, Un barbaro in Asia, Torino, Einaudi, 1974
- Maurice Scève, Délie: oggetto d'altissima virtù, Torino, Einaudi, 1975
- Pierre Devambez, Grecia, Milano, Mondadori, 1978
- Yves Bonnefoy, Ieri deserto regnante, Milano, Guanda, 1978
- Germano Mulazzani, Tout Bosch, Parigi, Flammarion, 1981
- Mauro Lucco, Tout Raphael, Parigi, Flammarion, 1981
- J. G. Links, Tout Canaletto, Parigi, Flammarion, 1981
- Sandra Orienti, Tout Manet, Parigi, Flammarion, 1981
- Emil Cioran, Il funesto demiurgo, Milano, Adelphi, 1986
- Yves Bonnefoy, Nell'insidia della soglia, Torino, Einaudi, 1990
- Francis Picabia, Poesie e disegni della figlia nata senza madre, Torino, Einaudi, 1990